# Canoë-kayak aux Jeux olympiques d'été de 2024 - C1 femmes (slalom)
Cet article traite de l'épreuve féminine. Pour la compétition masculine, voir Canoë-kayak aux Jeux olympiques d'été de 2024 - C1 hommes (slalom).
Navigation
Tokyo 2020 Los Angeles 2028
L'épreuve féminine du C1 des Jeux olympiques d'été de 2024 se déroule les 30 et 31 juillet 2024 au stade nautique de Vaires-sur-Marne, à environ 30 km à l'Est de Paris.

## Médaillées
| Or                | Argent            | Bronze              |
| Jessica Fox (AUS) | Elena Lilik (GER) | Evy Leibfarth (USA) |

## Programme
| Date                | Horaire  | Manche        |
| ------------------- | -------- | ------------- |
| Mardi 30 juillet    | 15 h 00  | Éliminatoires |
| Mercredi 31 juillet | 15 h 30  | Demi-finale   |
| Mercredi 31 juillet | à suivre | Finale        |

## Format de la compétition
Lors des éliminatoires, les canoéistes disputent deux manches et le meilleur résultat est retenu pour déterminer le classement où les 15 premières se qualifient pour la demi-finale. Là, une seule manche est disputée et les 10 premières passent en finale. Lors de la finale, disputée sur une seule manche, le meilleur temps remporte la médaille d'or.

## Résultats détaillés
Légende
- QD : qualifiée pour la demi-finale
- QF : qualifiée pour la finale

| Rang | Athlète             | Pays            | Manche 1 | Manche 1 | Manche 2 | Manche 2 | Meilleur temps | Notes |
| Rang | Athlète             | Pays            | Temps    | Pénalité | Temps    | Pénalité | Meilleur temps | Notes |
| ---- | ------------------- | --------------- | -------- | -------- | -------- | -------- | -------------- | ----- |
| 1    | Gabriela Satková    | Tchéquie        | 99 s 44  | 2        | 106 s 54 | 2        | 99 s 44        | QD    |
| 2    | Jessica Fox         | Australie       | 100 s 05 | 0        | 103 s 10 | 2        | 100 s 05       | QD    |
| 3    | Mònica Dòria        | Andorre         | 101 s 28 | 0        | 151 s 68 | 54       | 101 s 28       | QD    |
| 4    | Zuzana Paňková      | Slovaquie       | 103 s 27 | 0        | 105 s 71 | 0        | 103 s 27       | QD    |
| 5    | Elena Lilik         | Allemagne       | 107 s 95 | 4        | 103 s 29 | 2        | 103 s 29       | QD    |
| 6    | Mallory Franklin    | Grande-Bretagne | 104 s 72 | 2        | 152 s 41 | 50       | 104 s 72       | QD    |
| 7    | Ana Sátila          | Brésil          | 109 s 95 | 2        | 105 s 16 | 0        | 105 s 16       | QD    |
| 8    | Lena Teunissen      | Pays-Bas        | 115 s 51 | 6        | 105 s 33 | 0        | 105 s 33       | QD    |
| 9    | Viktoriia Us        | Ukraine         | 113 s 67 | 2        | 106 s 09 | 2        | 106 s 09       | QD    |
| 10   | Klaudia Zwolińska   | Pologne         | 106 s 84 | 2        | 107 s 89 | 4        | 106 s 84       | QD    |
| 11   | Evy Leibfarth       | États-Unis      | 108 s 82 | 0        | 107 s 09 | 6        | 107 s 09       | QD    |
| 12   | Eva Alina Hočevar   | Slovénie        | 109 s 57 | 2        | 108 s 22 | 2        | 108 s 22       | QD    |
| 13   | Marjorie Delassus   | France          | 108 s 34 | 4        | 119 s 22 | 10       | 108 s 34       | QD    |
| 14   | Huang Juan          | Chine           | 112 s 88 | 8        | 108 s 47 | 4        | 108 s 47       | QD    |
| 15   | Miren Lazkano       | Espagne         | 109 s 49 | 2        | 113 s 60 | 8        | 109 s 49       | QD    |
| 16   | Alena Marx          | Suisse          | 109 s 66 | 2        | 111 s 10 | 2        | 109 s 66       | QD    |
| 17   | Viktoria Wolffhardt | Autriche        | 114 s 27 | 2        | 110 s 39 | 0        | 110 s 39       | QD    |
| 18   | Marta Bertoncelli   | Italie          | 112 s 28 | 4        | 110 s 43 | 4        | 110 s 43       | QD    |
| 19   | Lois Betteridge     | Canada          | 120 s 22 | 8        | 115 s 60 | 6        | 115 s 60       |       |
| 20   | Haruka Okazaki      | Japon           | 122 s 50 | 2        | 130 s 42 | 8        | 122 s 50       |       |
| 21   | Michaela Corcoran   | Irlande         | 129 s 55 | 10       | 168 s 08 | 52       | 129 s 55       |       |

| Rang | Athlète             | Pays            | Temps    | Pénalité | Notes |
| ---- | ------------------- | --------------- | -------- | -------- | ----- |
| 1    | Gabriela Satková    | Tchéquie        | 105 s 55 | 0        | QF    |
| 2    | Jessica Fox         | Australie       | 106 s 08 | 0        | QF    |
| 3    | Mònica Dòria        | Andorre         | 106 s 53 | 0        | QF    |
| 4    | Eva Alina Hočevar   | Slovénie        | 109 s 22 | 0        | QF    |
| 5    | Ana Sátila          | Brésil          | 109 s 88 | 2        | QF    |
| 6    | Mallory Franklin    | Grande-Bretagne | 111 s 62 | 6        | QF    |
| 7    | Elena Lilik         | Allemagne       | 113 s 59 | 0        | QF    |
| 8    | Viktoriia Us        | Ukraine         | 114 s 26 | 4        | QF    |
| 9    | Zuzana Paňková      | Slovaquie       | 115 s 59 | 2        | QF    |
| 10   | Miren Lazkano       | Espagne         | 116 s 27 | 4        | QF    |
| 11   | Alena Marx          | Suisse          | 117 s 50 | 2        | QF    |
| 12   | Evy Leibfarth       | États-Unis      | 117 s 58 | 0        | QF    |
| 13   | Marjorie Delassus   | France          | 118 s 84 | 6        |       |
| 14   | Viktoria Wolffhardt | Autriche        | 120 s 78 | 0        |       |
| 15   | Huang Juan          | Chine           | 121 s 64 | 6        |       |
| 16   | Lena Teunissen      | Pays-Bas        | 122 s 82 | 4        |       |
| 17   | Klaudia Zwolińska   | Pologne         | 123 s 64 | 6        |       |
| 18   | Marta Bertoncelli   | Italie          | 170 s 58 | 50       |       |

| Rang                                | Athlète           | Pays            | Temps    | Pénalité |
| ----------------------------------- | ----------------- | --------------- | -------- | -------- |
| Médaille d'or, Jeux olympiques      | Jessica Fox       | Australie       | 101 s 06 | 2        |
| Médaille d'argent, Jeux olympiques  | Elena Lilik       | Allemagne       | 103 s 54 | 0        |
| Médaille de bronze, Jeux olympiques | Evy Leibfarth     | États-Unis      | 109 s 95 | 2        |
| 4                                   | Zuzana Paňková    | Slovaquie       | 111 s 07 | 0        |
| 5                                   | Ana Sátila        | Brésil          | 112 s 70 | 2        |
| 6                                   | Mònica Dòria      | Andorre         | 113 s 58 | 6        |
| 7                                   | Gabriela Satková  | Tchéquie        | 114 s 22 | 2        |
| 8                                   | Alena Marx        | Suisse          | 114 s 61 | 2        |
| 9                                   | Eva Alina Hočevar | Slovénie        | 115 s 48 | 0        |
| 10                                  | Miren Lazkano     | Espagne         | 116 s 97 | 6        |
| 11                                  | Viktoriia Us      | Ukraine         | 117 s 98 | 4        |
| 12                                  | Mallory Franklin  | Grande-Bretagne | 165 s 15 | 56       |